# Aulacaspis machili
Aulacaspis machili är en insektsart som först beskrevs av Takahashi 1931.  Aulacaspis machili ingår i släktet Aulacaspis och familjen pansarsköldlöss. Inga underarter finns listade i Catalogue of Life.